# Chenôves
Chenôves település Franciaországban, Saône-et-Loire megyében. Lakosainak száma 208 fő (2022. január 1.). Chenôves Saint-Vallerin, Fley, Jully-lès-Buxy, Messey-sur-Grosne, Saint-Boil és Saules községekkel határos.

## Népesség
A település népességének változása:
| Lakosok száma | 206  | 203  | 213  | 208  | 204  | 203  | 202  | 205  | 208  |
|               | 2013 | 2015 | 2016 | 2017 | 2018 | 2019 | 2020 | 2021 | 2022 |